# Râul Odrângușa
Râul Odrângușa este un curs de apă, afluent al râului Săcuieu.

## Hărți
- Harta județului Cluj